# Bismarck (Illinois)
Bismarck é uma vila localizada no estado americano de Illinois, no Condado de Vermilion.

## Demografia
Segundo o censo americano de 2000, a sua população era de 542 habitantes. 
Em 2006, foi estimada uma população de 553, um aumento de 11 (2.0%).

## Geografia
De acordo com o United States Census Bureau, Bismarck tem uma área de 1,8 km², dos quais 1,8 km² são cobertos por terra e 0,0 km² cobertos por água. A cidade localiza-se a aproximadamente 197 metros acima do nível do mar.

## Localidades na vizinhança
O diagrama seguinte representa as localidades num raio de 20 km ao redor de Bismarck. 